# Revoltas Samaritanas
As Revoltas Samaritanas foram uma série de insurreições durante os séculos V e VI na província de Palestina Prima provocadas pelos samaritanos contra o Império Bizantino. As revoltas foram marcadas por grande violência de ambos os lados e pela brutal supressão pelas mãos dos generais bizantinos e seus aliados gassânidas (que eram árabes cristãos - o Islã só surgiria no século VII), que reduziram drasticamente a população samaritana na região. Os eventos mudaram irreversivelmente a demografia da região, tornando os cristãos como o único grupo dominante na província por muitas décadas. Alguns historiadores traçam comparações entre as consequências das Revoltas Samaritanas com as das Guerras judaico-romanas dos séculos I e II sobre os judeus da região.

## Contexto
Os samaritanos já não vinham sendo bem tratados sob o Império Romano, quando a Samaria era parte da província romana da Judeia. Mesmo não sendo diretamente atacados, eles sofreram as severas consequências das guerras judaico-romanas na região no período entre 66 e 136 d.C.
Após este período, a antes dominante comunidade judaica foi quase extinta por toda a Judeia e na costa do Levante Meridional, permanecendo como maioria apenas na Galileia e na região de Bashan (Golã). Os samaritanos e os cristãos bizantinos preencheram o vácuo nas regiões centrais do Levante Meridional, enquanto que os nabateus e os gassânidas, árabes cristãos, ocuparam a periferia.
Este período é considerado como uma era de ouro para a comunidade samaritana. O Templo de Gerizim foi reconstruído após a Revolta de Barcoquebas na Judeia em 135. Com a retirada das legiões romanas da região, a Samaria desfrutou de uma virtual independência nos séculos III e IV. Bar Rabba, o líder dos samaritanos, dividiu o território em distritos e criou governos locais com líderes vindos das famílias aristocráticas samaritanas. Ele também realizou uma série de reformas e criou diversas instituições estatais. Muito da liturgia samaritana foi definida por Baba Rabba nesta época. Este período de semi-independência foi, contudo, breve, pois as forças bizantinas rapidamente conquistaram a Samaria e levar Bar Rabba preso para Constantinopla, onde ele morreu, preso, anos depois (c. 362).

## Revolta de Justa
Durante o reinado do imperador bizantino Zenão, as tensões entre as comunidades cristã e samaritana em Flávia Nápoles (Siquém) chegaram num ponto insustentável. De acordo com fontes samaritanas, Zenão (r. 474-491), chamado de "Zait, Rei de Edom", perseguiu sem dó os samaritanos. Ele próprio foi até Neápolis, reuniu os anciãos samaritanos e exigiu que se convertessem. Quando eles se recusaram, Zenão ordenou que muitos fossem mortos e que a sinagoga fosse transformada em igreja. Zenão então tomou para si o Monte Gerizim - local mais sagrado para os samaritanos - e construiu ali vários edifícios, inclusive um túmulo para o seu recém-falecido filho, no qual ele postou uma cruz, obrigando assim que os samaritanos, ao adorar a Deus, se prostrassem em frente do túmulo e da cruz.
Posteriormente, em 484, os samaritanos se revoltaram ao ouvirem rumores que afirmavam que os cristãos pretendiam transferir os restos dos filhos e netos de Aarão, Eleazar, Itamar e Fineias. Durante a revolta, os samaritanos tomara a catedral de Neápolis, matando todos os cristãos que ali estavam e cortando os dedos do bispo Terebintos.
Os revoltosos elegeram Justa como rei e foram para Cesareia, onde uma grande comunidade samaritana vivia. Lá, muitos cristãos foram mortos e a igreja de São Precopius foi destruída. Justa celebrou sua vitória com jogos no circo romano.
De acordo com João Malalas, o dux Palaestinae Asclepíadas, cujas tropas foram reforçados pelos arcadiani de Cesareia sob o general Reges, derrotaram, mataram e enviaram a cabeça de Justa para o imperador Zenão. Terebintos, enquanto isso, fugiu para Constantinopla e pediu o envio de uma guarnição do exército para evitar mais ataques. De acordo com Procópio de Cesareia, Terebintos foi até o imperador por vingança. O imperador foi pessoalmente até Samaria para tratar do assunto.
Como resultado da revolta, Zenão ergueu uma igreja dedicada a Virgem Maria no Monte Gerizim. Ele também proibiu que os samaritanos viajassem até a montanha para celebrar seus festivais e confiscou a sinagoga que ali existia. Estas ações causaram ainda mais ressentimento entre cristãos e samaritanos.
Alguns historiadores modernos acreditam que a ordem dos fatos preservada pelas fontes samaritanas deveria ser invertida, pois a perseguição de Zenão teria sido a consequência da revolta e não a sua causa, e deve ter ocorrido após 484 (por volta de 489). Zenão reconstruiu a igreja de São Procópio em Nápoles e, no topo do monte Gerizim, uma torre de sinalização foi construída para sinalizar caso uma nova revolta ocorresse.

## Revolta de 495
Os samaritanos se revoltaram novamente em 495, quando reinava o imperador Anastácio I Dicoro, reocupando o monte Gerizim. A horda samaritana, comandada por "uma mulher", tomou a igreja da Virgem que existia ali e massacrou a guarnição romana. A revolta foi logo sufocada pelo governador bizantino de Edessa, Procópio, e os líderes samaritanos foram mortos.

## Revolta de ben Sabar
Sob a autoridade carismática e messiânica de Juliano ben Sabar (ou ben Sahir), os samaritanos iniciaram uma guerra, por vezes tomada como a última revolta samaritana, para formar um estado independente em 529. De acordo com as fontes bizantinas, o bispo de Nápoles (Amonas (também Sammon ou Ammon) foi assassinado, os padres da cidade foram feitos em pedaços e queimados juntamente com as relíquias ali encontradas.
As forças do imperador Justiniano I foram enviadas para sufocar a revolta com a ajuda dos árabes gassânidas. Dezenas de milhares de samaritanos foram mortos ou foram escravizados, com a mortalidade ficando entre 20 000 e 100 000. A fé samaritana se tornou virtualmente ilegal após essa revolta.
De acordo com Procópio de Cesareia, a maioria dos camponeses samaritanos adotaram uma postura desafiadora nesta revolta e "foram feitos em pedaços". Posteriormente, Samaria, a "a terra mais fértil do mundo, foi deixada com ninguém mais para ará-la".

## Revolta de 556
Outra grande revolta irrompeu em 556 e durou, provavelmente, até 572. Nesta, os judeus e os samaritanos parecem ter lutado por uma causa comum, iniciando a rebelião em Cesareia no início de julho. Eles atacaram os cristãos da cidade, matando muitos, e saquearam as igrejas locais. O governador, Estefano, e sua escolta militar foram fortemente pressionados e eventualmente foram derrotados, o que resultou na morte do governador em sua própria casa. Amâncio, o governador do Oriente recebeu ordens para sufocar a revolta após a viúva de Estefano ter conseguido ir a Constantinopla para pedir ajuda.
A revolta parece ter se espalhado até Belém, pois a Igreja da Natividade foi incendiada. Apesar da participação judaica, a revolta parece, contudo, ter tido uma participação menos ativa que a revolta anterior, de ben Sabar. As fontes afirmam que 100 000 ou 120 000 samaritanos foram brutalmente assassinados após a revolta. Muitos foram torturados e outros, forçados a se exilar. Porém, estes números podem estar exagerados, pois a punição dos samaritanos parece ter se limitado aos que estavam no distrito de Cesareia e os que não tinham ainda sido subjugados pelos imperadores bizantinos.
As tensões, porém, não terminaram aí. O imperador Justino II (r. 565 - 578) reclamou sobre "os insultos cometidos pelo assentamento de samaritanos aos pés do Monte Carmelo às igrejas cristãs e as imagens sagradas".

## Resultado
A fé samaritana se tornou ilegal e, de uma população de quase um milhão, a comunidade definhou até a beira da extinção. A situação deles piorou ainda mais após a derrocada da revolta judaica contra Heráclio e o massacre da população judaica em 629.
A chegada dos exércitos árabes muçulmanos anos depois deram origem a mais perseguições, pois os samaritanos não conheciam a nova fé que não os havia incluído entre os "povos do livro" juntamente com os cristãos e judeus. Como resultado, foram tratados como heréticos e forçados a se converter sob o reinado dos abássidas.